# Арін (співачка)
Чхве Є Вон (кор. 최예원; ханча: 崔乂園; нар. 18 червня 1999), відома як Арін (кор. 아린) у професійній сфері, — південнокорейська співачка та акторка. Вона є учасницею південнокорейського жіночого гурту Oh My Girl.

## Раннє життя
Арін відвідувала середню школу Тондук і Сеульську школу сценічних мистецтв.

## Кар'єра

### 2015—2019: Дебют з Oh My Girl та інша діяльність
20 квітня 2015 року Арін дебютувала як учасниця Oh My Girl. 21 квітня вона вперше виступила на сцені з їхнім дебютним синглом на телепередачі «The Show» каналу SBS MTV. 2 квітня 2018 року Арін дебютувала в першому саб-юніту Oh My Girl, Oh My Girl Banhana. 7 вересня 2019 року було оголошено, що Арін з'явиться в «The Ultimate Watchlist 2» на XtvN. У серпні 2019 року було підтверджено, що Арін візьме участь у «Queendom».

### 2020—тепер: Сольна діяльність
10 березня 2020 року Арін отримала роль О На Рі у вебсеріалі «Світ моїх 17» платформи Naver TV.
20 липня 2020 року Арін була оголошена новою ведучою телепрограми Music Bank разом із Чхве Су Біном з TXT. Їхня остання трансляція в ролі ведучих відбулася 1 жовтня 2021 року.
У березні 2021 року було оголошено, що Арін взяла участь у фільмі «Міські легенди». 21 березня 2022 року офіційно було повідомлено, що вона отримала першу свою телевізійну роль у серіалі «Алхімія душ» каналу tvN.
15 травня 2023 SPOTV News повідомило, що Арін зніметься у короткій драмі tvN «Літо, маши кохання, блюз».

## Філантропія
18 червня 2021 року було оголошено, що Арін пожертвувала ₩30 мільйонів організації «The Beautiful Foundation» на честь свого 22-річчя. Її пожертви будуть спрямовані на підтримку молодих дорослих людей, які живуть одні та вийшли з дитячих закладів і прийомних сімей.
16 травня 2022 року Арін пожертвувала 20 мільйонів вон організації «The Beautiful Foundation» у День повноліття.
11 серпня 2022 року Арін пожертвувала ₩20 мільйонів на допомогу постраждалим від повені в Південній Кореї у 2022 році через Корейську асоціацію допомоги жертвам стихійних лих Hope Bridge.

## Рекламна діяльність
5 березня 2020 року Арін стала бренд-моделлю південнокорейського бренду одягу BYC.

## Фільмографія

### Фільми
| Рік  | Назва            | Роль    | Примітки      |
| ---- | ---------------- | ------- | ------------- |
| 2022 | «Міські легенди» | Чі Хьон | [ 14 ] [ 23 ] |

### Телесеріали
| Рік       | Назва                        | Роль       | Замітки       | Мережа     | Примітки |
| --------- | ---------------------------- | ---------- | ------------- | ---------- | -------- |
| 2022-2023 | «Алхімія душ»                | Чін Чо Йон | Частина 1-2   | tvN        | [ 24 ]   |
| 2023      | «Літо, машина кохання, блюз» | Ю Ди Рім   | Коротка драма | tvN, TVING | [ 25 ]   |

### Вебсеріали
| Рік  | Назва          | Роль     | Мережа       | Примітки |
| ---- | -------------- | -------- | ------------ | -------- |
| 2020 | «Світ моїх 17» | О На Рі  | tvN D        | [ 11 ]   |
| 2024 | «Лінія С»      | Хьон Хип | В очікуванні | [ 26 ]   |

### Телевізійні шоу
| Рік  | Назва                                | Роль                        | Замітки                      | Мережа | Примітки |
| ---- | ------------------------------------ | --------------------------- | ---------------------------- | ------ | -------- |
| 2019 | «Queendom»                           | Конкурсантка                | Як учасниця гурту Oh My Girl | Mnet   | [ 27 ]   |
| 2019 | «Найвеличніший список спостереження» | Учасниця акторського складу | 2 сезон                      | XtvN   | [ 28 ]   |

### Як ведуча
| Рік       | Назва                         | Роль                 | Замітки                        | Мережа | Примітки |
| --------- | ----------------------------- | -------------------- | ------------------------------ | ------ | -------- |
| 2020–2021 | «Music Bank»                  | Співведуча           | З Субіном                      | KBS2   | [ 12 ]   |
| 2020      | «Пісенний фестиваль KBS 2020» | Ведуча за лаштунками | З Субіном                      | KBS2   | [ 29 ]   |
| 2021      | «Пісенний фестиваль KBS 2021» | Ведуча за лаштунками | З Субіном, Воньоном і Сонхуном | KBS2   | [ 30 ]   |

## Нагороди та номінації
| Церемонія нагородження   | Рік  | Категорія                                      | Номінант / Робота            | Результат | Примітки      |
| ------------------------ | ---- | ---------------------------------------------- | ---------------------------- | --------- | ------------- |
| Премія «Азійська модель» | 2022 | Нагорода «Висхідна зірка», акторська категорія | «Алхімія душ»                | Перемога  | [ 31 ] [ 32 ] |
| Премія KBS розваг        | 2020 | Кращий новачок у категорії «Шоу/Вар'єте»       | «Music Bank»                 | Номінація |               |
| Премія KBS розваг        | 2020 | Нагорода за найкращу пару                      | Арін із Субіним «Music Bank» | Перемога  | [ 33 ]        |